# Wyprawa Piotrusia na Księżyc (film)
Wyprawa Piotrusia na Księżyc (niem. Peterchens Mondfahrt) – zachodnioniemiecki animowany film fantasy z 1990 roku w reżyserii Wolfganga Urchsa powstały na podstawie baśni scenicznej o tym samym tytule (Peterchens Mondfahrt) Gerdta von Bassewitza.
W 1997 roku film w wersji rozszerzonej podzielono na pięcioodcinkowy miniserial telewizyjny. W Polsce wersja serialowa nadawana była pod tytułem Piotruś w krainie czarów, czyli podróż fantastyczna.

## Fabuła
Jednej nocy, rodzeństwo Piotruś i Anabela słyszy piękną grę na skrzypcach. Wykonuje ją Żuczek Brzęczychrząszcz, chrabąszcz o pięciu nóżkach. Wyjaśnia im, wiele lat temu jego praprapradziadek odpoczywał na brzozie, którą ściął niegodziwy drwal, łamiąc tym zakaz ścinania drzew w niedzielę. Podczas jej kradzieży drwal przypadkowo zabrał szóstą nóżkę chrabąszcza, która została na brzozie. O utracie kończyny praprapradziadek dowiaduje się od Czarodziejki Nocy, która ukarała drwala zsyłając go Księżyc i karząc mu ścinać drzewa przez całą wieczność. Czarodziejka Nocy nie jest w stanie odzyskać nóżki i praprapradziadek musi sam się udać na Księżyc w towarzystwie dwójki dobrych dzieci, które nigdy nikogo nie skrzywdziły i są wystarczająco odważne, aby wyruszyć w niebezpieczną podróż.
Od tego momentu kolejne pokolenia Brzęczychrząszczów rodzą się z pięcioma nóżkami, gdyż nie byli w stanie znaleźć odpowiednich dzieci. Udaje się dopiero obecnemu przedstawicielowi rodu – Żuczkowi. Piotruś i Anabela zgadzają się, by towarzyszyły mu w podróży na Księżyc i pomogły odzyskać brakującą nóżkę. Są jednak pewne przeszkody, komisja lotów przyznaje dzieciom pozwolenie na prawo lotu na jedną noc. Muszą wrócić na Ziemię przed wschodem słońca. W drodze na niebie Władcy Pogody testują odwagę dzieci. Zatrzymują się na chmurze Siewcy Snów, który opiekuje się gwiazdami odpowiadającym ziemskim dzieciom. Siewca Snów proponuje zabrać dzieci i Brzęczychrząszcza na cosobotnie przyjęcie organizowane przez Czarodziejkę Nocy w jej zamku.
Wszyscy podróżują niebiańskimi saniami Siewcy Snów wzdłuż Drogi Mlecznej, gdzie dzieci uczą się o zjawiskach kosmicznych. Do zamku udają się też Władcy Pogody uszkadzając niechcąco Mleczną Drogę ku irytacji jej strażnika. Na miejscu Czarodziejka Nocy, nadal pamiętając o przodku Brzęczychrząszcza, użycza dzieciom i Siewcy Snów Wielkiej Niedźwiedzicy jako transportu. Także Władcy Pogody, ruszeni odwagą dzieci obiecują, pomóc w walce z drwalem znanym obecnie jako Księżycowym Drwalem. Wielka Niedźwiedzica zanosi dzieci, Brzęczychrząszcza i Siewcę Snów prosto na Księżyc. Tam, po przejściu przez królestwa Bożego Narodzenia i Wielkanocy oraz ucieczce przed Księżycowymi Wilkami, Siewca Snów wystrzeliwuje dzieci i Brzęczychrząszcza za pomocą armaty na Księżycowy Las, gdzie znajduje się brzoza z nóżką Brzęczychrząszcza. 
Piotruś i Anabela domagają się od Księżycowego Drwala zwrotu nóżki Brzęczychrząszcza. Księżycowy Drwal domaga się w zamian jedzenia i planuje pożreć dzieci. W ostatniej chwili pojawiają się Władcy Pogody i po walce z Księżycowym Drwalem zamrażają w lodzie. Brzęczychrząszcz w końcu odzyskuje nóżkę i w euforii tańczy z dziećmi. Niestety, gdy nachodzi świt, promienie słońca roztapiają lód i uwalniają tym samym Księżycowego Drwala. Zezłoszczony chce dopaść swe ofiary, ale Piotruś i Anabela z Brzęczychrząszczem odlatują w ostatniej chwili i docierają na Ziemię przez komin. Dzieci znajdują się na podłodze swego pokoju. Po tym, jak ich matka, łudząco podobna do Czarodziejki Nocy, informuje o śniadaniu, Piotruś dostrzega chrabąszcza z sześcioma nóżkami, zaś Anabela z zaskoczeniem widzi lalkę podobną do Siewcy Snów. Oboje biorą chrabąszcza za Brzęczychrząszcza i z radością patrzą jak odlatuje. 

## Obsada głosowa
- André Schmidtsdorf – Piotruś
- Nathalie del Castillo – Anabela
- Manfred Lichtenfeld – żuczek Brzęczychrząszcz
- Friedrich W. Bauschulte – Siewca Snów
- Wolfgang Hess – Księżycowy Drwal
- Dagmar Heller –
  - Czarodziejka Nocy,
  - mama
- Fritz von Hardenberg – Władca Wichrów
- Udo Wachtveitl – Pan Deszczu
- Monika John – Błyskawica
- Doris Jensen – Pani Chmur
- Manfred Erdmann – Pan Grzmot
- Martina Duncker – Wietrzyk
- Pascal Breuer – Pan Lodu
- Michael Habeck – Strażnik Drogi Mlecznej
- Frank Lenart – Ślepy Traf
- Irina Wanka – Słoneczna Pani
- Sabine Bohlmann – córka Czarodziejki Nocy
- Walter Reichelt – św. Mikołaj
- Willi Roebke – Piernikowy Ludzik
- Arne Elsholtz –
  - Narrator,
  - praprapradziadek Brzęczychrząszcza

Źródło:

## Wersja polska
Wersja polska: Telewizyjne Studia Dźwięku

Reżyseria: Małgorzata Boratyńska

Tłumaczenie: Andrzej Wojtaś

Dialogi: Katarzyna Precigs

Dźwięk i montaż: Wiesław Jurgała

Teksty piosenek: Ryszard Skalski

Kierownik produkcji: Krystyna Dynarowska

Wystąpili:
- Agata Gawrońska – 
  - Piotruś,
  - gwiazdka Piotrusia (odc. 2)
- Jolanta Wilk – 
  - Anabela,
  - gwiazdka Anabeli (odc. 2)
- Mieczysław Morański – żuczek Brzęczychrząszcz
- Mieczysław Gajda – Siewca Snów
- Dariusz Odija – Księżycowy Drwal
- Jolanta Grusznic – Czarodziejka Nocy
- Jerzy Kamas – Narrator
- Artur Kaczmarski –
  - Władca Wichrów,
  - sędzia z komisji lotu #1 (odc. 1-2)
- Józef Mika – 
  - Pan Deszczu,
  - sędzia z komisji lotu #2 (odc. 1-2),
  - pies (odc. 2)
- Zofia Gładyszewska – 
  - Pani Chmur,
  - sowa (odc. 1-2)
- Jan Janga-Tomaszewski – 
  - Pan Grzmot,
  - św. Mikołaj (odc. 4)
- Halina Chrobak – 
  - Błyskawica,
  - Tęczowa Pani (odc. 2),
  - Słoneczna Pani (odc. 3-4)
- Ryszard Olesiński – 
  - Pan Lodu,
  - Wodnik,
  - Ślepy Traf,
  - sędzia z komisji lotu #3 (odc. 1-2),
  - Strażnik Drogi Mlecznej (odc. 2-4),
  - Piernikowy Ludzik (odc. 4)
- Barbara Bursztynowicz – 
  - córka Czarodziejki Nocy,
  - gwiazdka (odc. 2),
  - motyl (odc. 2-3),
  - Paź (odc. 3-4)

i inni
Piosenki w wykonaniu: Anny Marii Jopek

Lektor: Artur Kaczmarski
Źródło:.

## Produkcja
W związku z upadkiem komunizmu w NRD i zapowiedzianym zjednoczeniem Niemiec pojawiły nastąpiły nowe formy finansowania, co zachęciło niemieckich producentów animacji telewizyjnej do zainteresowania się pełnometrażowymi animacjami kinowymi. Wolfgang Urchs specjalizujący się w krótkich metrażach zdecydował nakręcić drugi po Kornikach z arki Noego (1988) film animowany, tym razem na podst. sztuki dla dzieci Peterchens Mondfahrt Gerdta von Bassewitza z 1912 roku.
Urchs nie zdecydował się na ponowną współpracę z początkującym producentem Michaelem Schoemannem, z którym produkował Korniki z arki Noego i pod koniec produkcji obaj filmowcy się pokłócili. Klaus Doldinger skomponował muzykę filmową na podstawie muzyki Clemensa Schmalsticha, wykorzystanej także we wcześniejszej adaptacji filmowej Peterchens Mondfahrt z 1959 roku.
Za nagrania aktorów głosowych odpowiadało studio dubbingowe Iduna Film z Monachium. Wykonana została też na rynek międzynarodowy wersja anglojęzyczna Peter in Magicland: A Fantastic Journey w wykonaniu brytyjskiego Cinemedia Ltd.

## Wydanie
Premiera animacji odbyła się w niemieckich kinach 29 listopada 1990 roku. Film w Polsce został wydany w 1992 roku na kasetach VHS pod nazwą Wyprawa Piotrusia na Księżyc w dystrybucji NOTORIA, produkcji na prawie autorskim Beta-Film. Film wydano w wersji lektorskiej czytanej przez Janusza Kozioła. Projekt okładki wykonała Anna Kwiecińska.
W Boże Narodzenie 1992 roku film wyemitowano w wersji rozszerzonej i dwóch częściach na antenie ZDF. W 1997 roku film w wersji rozszerzonej podzielono na pięcioodcinkowy miniserial telewizyjny. Emisja odbyła się od 15 do 19 maja 1997 roku na kanale Der Kinderkanal. W Niemczech miniserial miał taką samą nazwę jak film; w Polsce wersja serialowa nadawana była pod tytułem Piotruś w krainie czarów, czyli podróż fantastyczna na kanale TVP1 w sobotniej Wieczorynce od 24 stycznia do 28 lutego 1998 roku, z dubbingiem w reżyserii Małgorzaty Boratyńskiej zrealizowanym przez Telewizyjne Studia Dźwięku. Piosenki wykonała Anna Maria Jopek. 